# رتج إحليلي
الرتج إحليلي (بالإنجليزية: Urethral diverticulum)‏ هو حالة يندفع فيها الإحليل أو الغدد المحيطة به ضمن الأنسجة الضامة (اللفافة) التي تحيط به.

## العلامات والأعراض
يكون رتج الإحليل غير عرضي وتميل الأعراض إلى أن تكون غير محددة حتى إن تواجدت. قد يترافق رتج الإحليل مع السرطان في نحو 6-9٪ من الحالات، ويشكل السرطان الغدي النوع الأكثر شيوعًا، ولكن قد يترافق أيضًا مع سرطان الخلايا الحرشفية وسرطان الخلايا الانتقالية. تترافق نحو 10٪ من الحالات مع الحصيات الكلوية.
ينقسم رتج الإحليل إلى نوعان هما الرتوج الخلقية والمكتسبة. يكون رتج الإحليل في الطفولة خلقيًا عادةً، ولكن قد يشاهد رتج الإحليل المكتسب لدى الأطفال في حالات نادرة خاصةً بعد وضع قسطرة بولية على إثر حادث رضي.
تشمل الأعراض الشائعة في رتج الإحليل: السلس البولي وتعدد البيلات والإلحاح والألم أثناء ممارسة الجنس والألم أثناء التبول. وقد يعاني المريض من أعراض أخرى كالألم الموضعي في الإحليل أو الحوض ومن إنتانات المسالك البولية المتكررة.
ستشعر المريضة عندما يصل رتج الإحليل إلى مراحل متقدمة بكتلة مؤلمة في مقدمة المهبل؛ قد يخرج من هذه الكتلة قيح، وإذا كانت الكتلة صلبة أو نازفة، فقد تكون هناك مضاعفات أخرى مثل السرطان أو الحصيات الكلوية.

## الأسباب
لا يشاهد رتج الإحليل الخلقي إلا في حالات قليلة، إذ تكون معظم حالات رتج الإحليل مكتسبة بسبب الرض أو الإنتان. تصبح القنوات المحيطة بالإحليل مسدودة عند الإنتان المتكرر لتسبب في النهاية رتجًا. يقع الرتج عادةً في منتصف الإحليل أو في النهاية البعيدة عن المثانة.
قد ينشأ رتج الإحليل الخلقي من عدة مصادر جنينية، ويشمل هذا العيوب التي تطال الطيات البدائية وبقايا قناة جارتنر.

## علم الأمراض
توجد عادةً صفات نسيجية وباثولوجية متعددة للرتوج الإحليلية. يتضمن ذلك الورم الغدي كلوي المنشأ والالتهاب المزمن المرتبط بتليف حول الغدد والظهارة الصغيرة أو الغائبة والتهاب المثانة المزمن والتهاب المثاني الإنتاني والتهاب المثانة الغدي والحؤول الحرشفي والغدي.
تكون نحو ثلث الرتوج مركبة أو متعددة ويمكن أن يمتد بعضها ليحيط بالإحليل.

## التشخيص

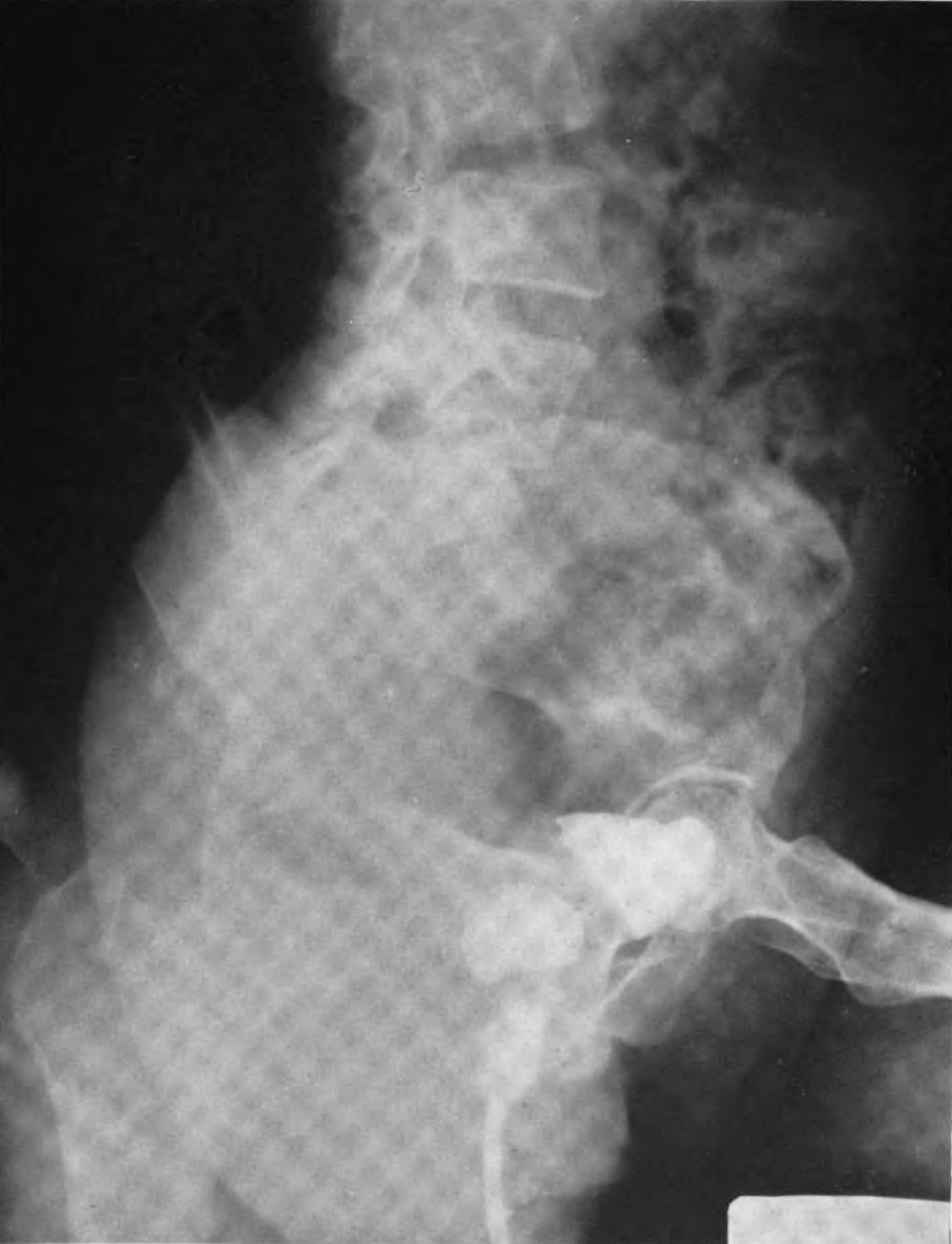
رتج إحليلي كما يظهر بالتصوير

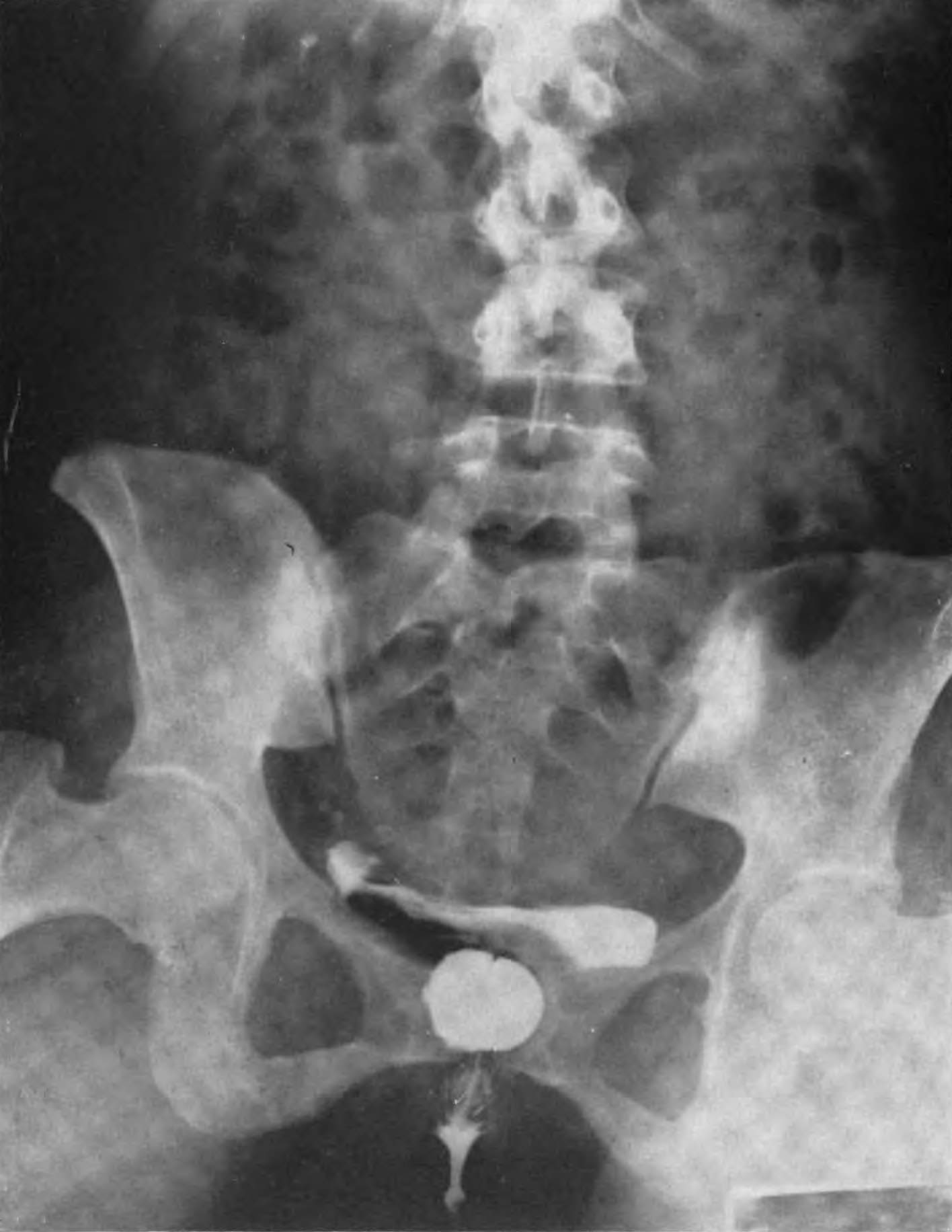
مشهد من جانب آخر لحالة من الرتج الإحليلي كما يظهر بالتصوير

يظهر رتج الإحليل صدفةً في معظم الحالات عند دراسة حالة أخرى، ويمكن تشخيصه باستخدام التصوير بالرنين المغناطيسي و/ أو تصوير المثانة والإحليل أثناء الإفراغ. تشمل الدراسات الأخرى التي يمكن استخدامها لتشخيص رتج الإحليل: التصوير الظليل وتنظير الإحليل والتصوير باستخدام الموجات فوق الصوتية.
يشمل التشخيص التفريقي للحالات التي يجب تمييزها عن رتج الإحليل: فرط نشاط المثانة وكيسة قناة غارتنر وخراج قناة غارتنر والقيلة الحالبية المنتبذة ومتلازمة المثانة المؤلمة والداء الحوضي الالتهابي والانتباذ البطاني الرحمي والسرطان.

## العلاج
يكون العلاج الأساسي لرتج الإحليل جراحي. تُجرى الجراحة في النساء عبر المهبل عند عدم وجود التهاب حاد ليسهل بضع الأنسجة الحساسة.

## الإنذار
قد يسبب رتج الإحليل مراضة كبيرة إن لم يُعالج.
يوجد خطر لحدوث مضاعفات أثناء الجراحة بسبب التروية الشديدة للأنسجة، وقد تُصاب المصرة البولية وعضلاتها الملساء بالإضافة إلى عنق المثانة بصرف النظر عن الطريقة الجراحية المُستَخدَمة. تشمل المضاعفات الأخرى الناتجة عن الجراحة: سلس البول وسلس البول الجهدي والناسور الإحليلي المهبلي ونكس الرتج. يرتبط رتج حدوة الحصان والرتج المحيط بالإحليل بنتائج سيئة، وكذلك الأمر بالنسبة للرتوج الموجودة بالقرب من المثانة والرتوج الكبيرة (أكثر من 3-4 سم).

## الوبائيات
ازدادت حالات رتوج الإحليل في القرن الحالي، ويرجع ذلك غالبًا إلى زيادة تشخيص واكتشاف الحالة، وتُقدَّر نسبة وجوده بنحو 0.02 - 6٪ من جميع النساء  و نحو 40٪ من النساء اللاتي يعانين من أعراض بولية سفلية. تكون معظم الرتوج الإحليلية العرضية موجودة عند النساء اللاتي تتراوح أعمارهن من 30 إلى 60 سنة. ويعود سبب نحو 84٪ من الكتل حول الإحليلية إلى الرتوج الإحليلية.

## عند الرجال
يمكن أن يحدث رتج الإحليل عند الرجال، ويمكن أن يسبب مضاعفات تتضمن الحصيات الكلوية والتهابات المسالك البولية.